# Night Nurse (Cascada)
Night Nurse è un singolo del gruppo dance tedesco Cascada, registrato insieme ai R.I.O. Il brano è stato pubblicato nel 2011 ed estratto dall'album Original Me.

## Remix
- Night Nurse - (Video Edit)
- Night Nurse - (Ryan Thistlebeck vs. Dan Winter Radio Edit)
- Night Nurse - (DJs From Mars Radio Edit)
- Night Nurse - (Ryan Thistlebeck vs. Dan Winter Remix)
- Night Nurse - (DJs From Mars Remix)
- Night Nurse - (Christian Davies Remix)
- Night Nurse - (Technikore Remix)
- Night Nurse - (Lockout's First Aid Remix)